# وتستون، لندن
وتستون (به انگلیسی: Whetstone) یک شهرک و ناحیه در بریتانیا است که در منطقه بارنت لندن واقع شده‌است.